# Damian Hartmann
Damian Hartmann (ur. 3 czerwca 1987 roku) – niemiecki zapaśnik walczący w stylu klasycznym. Zajął 21. miejsce na mistrzostwach Europy w 2010. Brązowy medalista akademickich MŚ w 2012. Dziewiąty na Uniwersjadzie w 2013. Trzeci na ME juniorów w 2007 roku.
Mistrz Niemiec w 2015, a trzeci w 2013 i 2014 roku.